# Philoponella para
Philoponella para är en spindelart som beskrevs av Brent D. Opell 1979. Philoponella para ingår i släktet Philoponella och familjen krusnätsspindlar. Inga underarter finns listade i Catalogue of Life.